# Michaudine

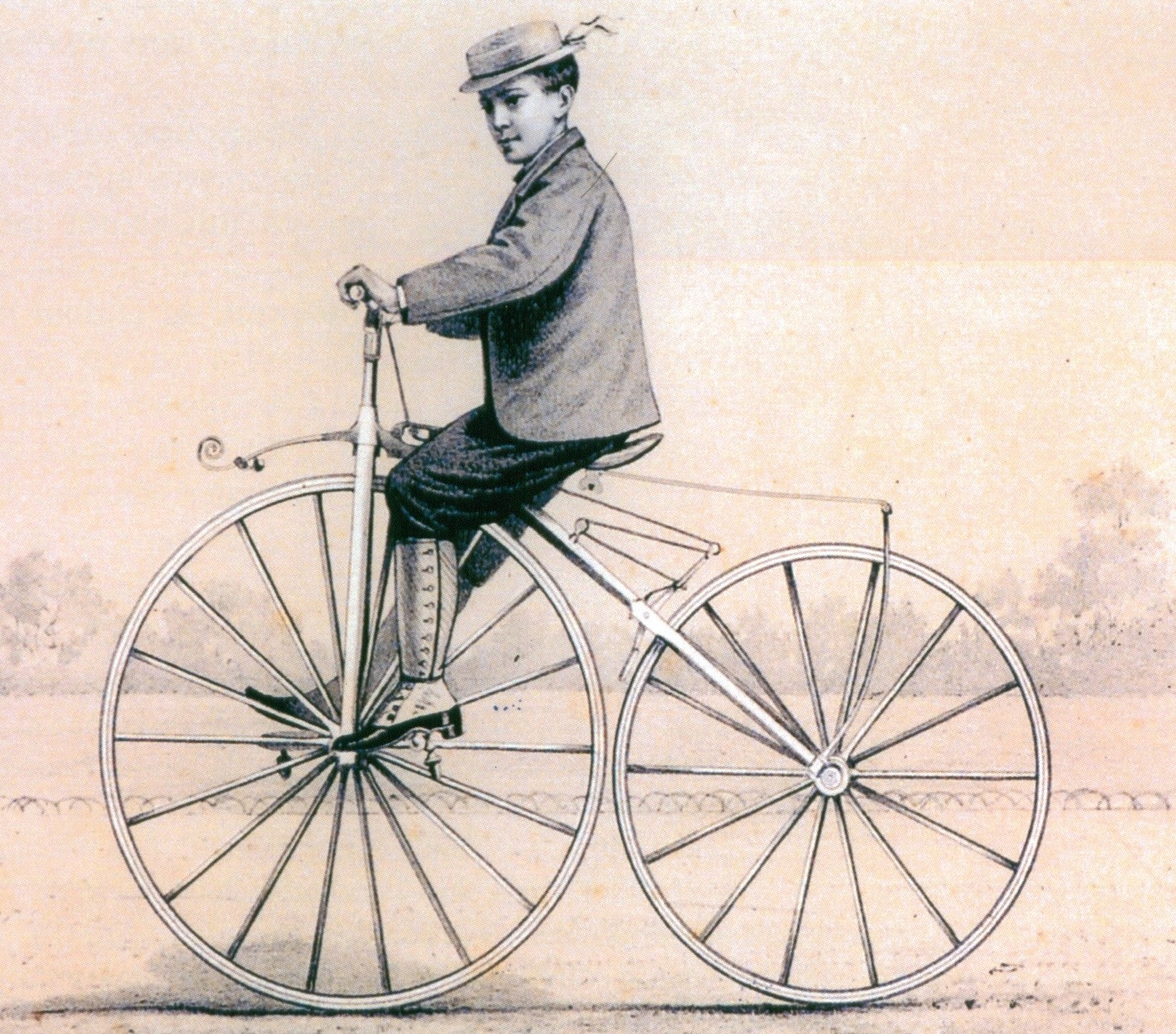
Illustration du Centaure magazine, Paris 1868.

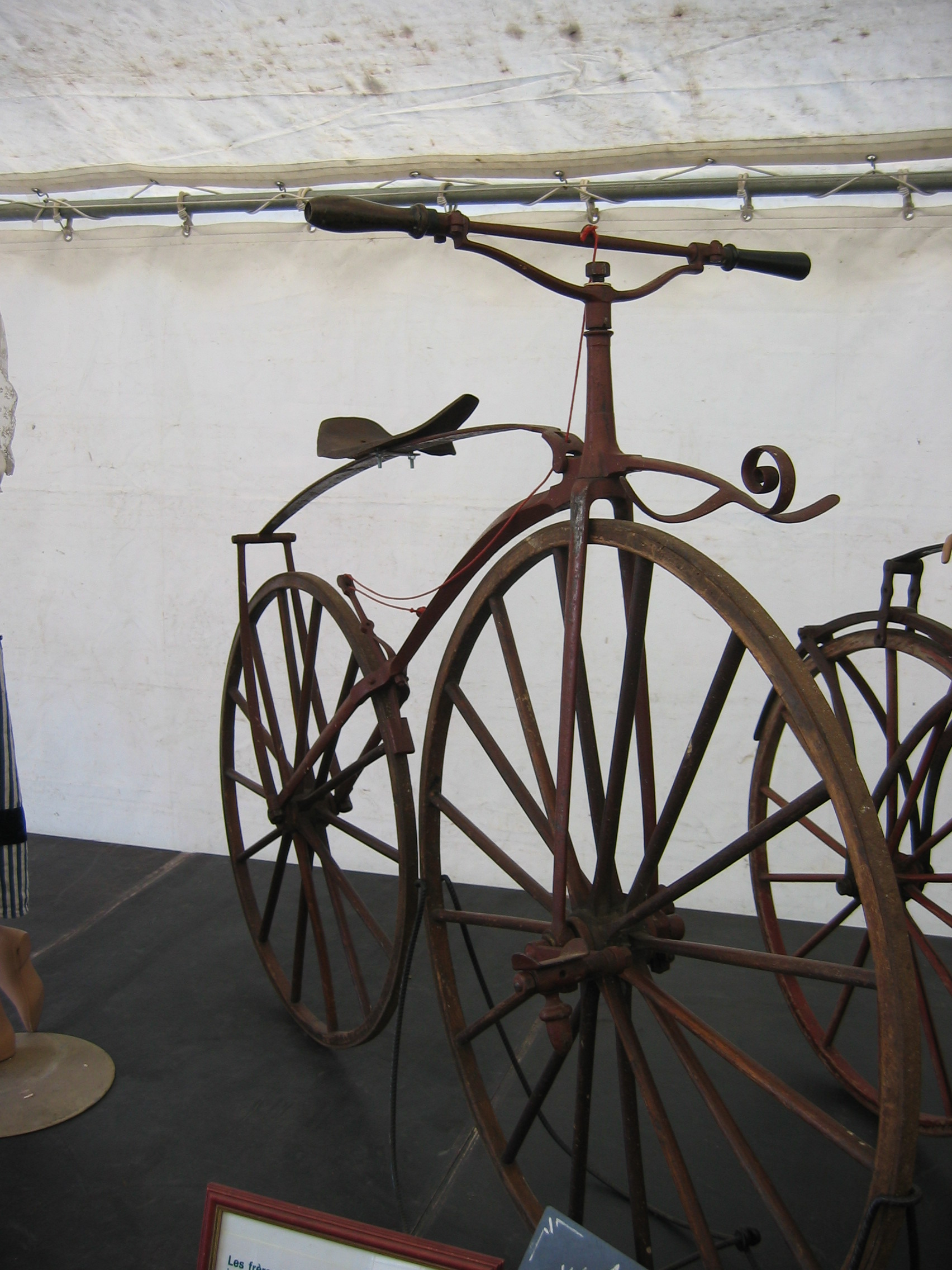
Vélo Michaux 1861.

La michaudine est un vélocipède ou draisienne à pédales créé en 1861. C'est l'une des étapes importantes de l'évolution vers la bicyclette. Ses inventeurs sont Pierre Michaux et son fils Ernest, qui l’ont conçue à partir d'un engin issu de l'invention de Karl Drais.

## Historique
En 1861, Pierre Michaux est serrurier et réparateur de draisiennes à Paris, lorsque sur l'insistance de son fils Ernest qui se plaint de devoir lever les jambes, il ajoute des manivelles en opposition sur l'axe de la roue avant de l'engin en réparation. Cette simple intervention transforme la « draisienne » dont la motricité vient des pieds sur le sol, en un vélocipède dont la force motrice est transmise par les pieds directement à la roue avant.
L'article Causerie Bordelaise du journal La Gironde du 30 décembre 1894, expose que Jean Lacou, entre 1846 et 1848, a construit deux machines mécaniques à force humaine, l'une établie sur quatre roues, mue par deux manivelles à vilebrequin et l'autre sur trois roues, aussi à vilebrequin, actionnée par des pédales. Plusieurs témoins déclarent qu'ils sont montés sur ces machines et ont parcouru diverses campagnes des environs de Bordeaux. Jean Lacou ne dénie pas à Pierre Michaux d'avoir eu la même idée en 1861, soit 13 ans plus tard. Jean Lacou reconnaît qu'il n'a pas cru à l'avenir de son invention.
L'invention est également attribuée en Allemagne à Philipp Moritz Fischer au cours de l'année 1853.
Ils transforment ensuite la draisienne en augmentant la taille de la roue avant, en remplaçant le bois du châssis par de la fonte, en mettant une selle réglable et suspendue et en ajoutant des freins à patins. Leur vélocipède devient le premier succès commercial d'un « deux roues ». En 1861 ils construisent deux exemplaires, 142 en 1862 et 400 en 1865.
Le fils de Napoléon III, le prince héritier Louis-Napoléon, se mit en tête de convertir la cour au vélo, au point que les caricaturistes le surnommèrent « Vélocipède IV »,,. La première course officielle sur piste a lieu le 31 mai 1868 dans le parc de Saint-Cloud, en présence du prince héritier Louis-Napoléon
En 1867, Michaux fonde la Compagnie parisienne des vélocipèdes avec un associé.
La guerre de 1870 met fin à cette euphorie qui traversa la Manche au profit des industries anglaises.